# Huachuan
Huachuan, tidigare stavat Hwachwan, är ett härad som lyder under Jiamusis stad på prefekturnivå i Heilongjiang-provinsen i nordöstra Kina. Det ligger omkring 360 kilometer nordost om provinshuvudstaden Harbin.  